# Jack Cover
John Higson Cover Jr. (Nueva York, 6 de abril de 1920-Mission Viejo (California), 7 de febrero de 2009) fue un científico aeroespacial estadounidense, conocido por ser el inventor de las pistolas taser.

## Biografía
Jack Cover nació en Nueva York el 6 de abril de 1920, pero creció en Chicago. Su padre fue profesor de economía. Su madre consiguió un máster en matemáticas en la Universidad de Chicago. Cover obtuvo una licenciatura y un doctorado en física nuclear en la misma universidad junto a Enrico Fermi. Durante la Segunda Guerra Mundial, fue piloto de pruebas para la Fuerzas Aéreas del Ejército de Estados Unidos. Posteriormente, trabajó en la Estación Aeronaval de Armas de China Lake. Fue científico para la North American Aviation de 1952 hasta 1964 y también para la NASA (Programa Apolo), IBM y Hughes Aircraft.
En 1970, creó la empresa Taser Systems, Inc., llamada así por la novela de Tom Swift Thomas A. Swift's Electric Rifle. Debido a que el Taser usaba pólvora para lanzar los dardos, el gobierno federal la consideró un arma de fuego, clasificación que descartó un mercado civil y también desalentó las ventas policiales y militares.
Sufrió Alzheimer y moriría de pneumonía el 7 de febrero de 2009 en el Golden West Retirement Home de Mission Viejo, California.